# Quiina schippii
Quiina schippii là một loài thực vật có hoa trong họ Ochnaceae. Loài này được Standl. miêu tả khoa học đầu tiên năm 1930.